# ميجنانو مونتي لونغو
ميجنانو مونتي لونغو، (بالإنجليزية: Mignano Monte Lungo)‏، هي بلدية في مقاطعة كازيرتا، في منطقة كامبانيا الإيطالية، وتقع على بعد حوالي 70 كم (43 ميل) شمال غرب نابولي، وحوالي 45 كم (28 ميل) شمال غرب كاسيرتا.

## السكان
في سنة 1861 بلغ عدد السكان 1٬926 نسمة، وتطور العدد ليصل في سنة 2011 لـ 3٬258 نسمة.
يظهر هذا المخطط البياني تطور النمو السكاني لـ ميجنانو مونتي لونغو

## أعلام
- أنتوني مانشيني